# ニコラス・マクラウド
ニコラス・マクラウド（英：Nicholas McLeod、fl. 1868年〜1889年）は、スコットランドのスカイ島出身の商人。別名、ノーマン・マクラウド（英：Norman McLeod）。明治時代初期に貿易商として来日し、約12年間滞在した。日本人がイスラエルの失われた10支族の子孫であるという理論を唱えたことで知られている。
テューダー・パーフィットはマクラウドについて、彼が宣教師として日本に来る前は、ニシン産業に身を置いていたと述べている。
マクラウドは1875年に長崎で『日本古代史の縮図』（表題：日本とイスラエルの失われた部族）や、1878年に京都で『Illustrations to the epitome of the ancient history of Japan』（イラストを含む）を制作し、出版した。
これらの本の内容は、日本の聖職者階級がイスラエルの失われた10支族の子孫であるということで、彼は日本に於ける最初の王はオセーと呼ばれており、イスラエル王国の最後の王であるホセアと彼を識別したと主張した。 本書には、古代イスラエルと日本のつながりの証拠として、ユダヤ教と神道の宗教儀式の広範な比較が含まれている。
マクラウドは、1875年に出版された『日本古代史の縮図』をウィリアム・マッケンジー（スコットランド自由教会）に献辞した。